# Sexo con amor
Sexo con amor (br: Sexo com Amor) é um filme chileno lançado em 2003 com a direção de Boris Quercia.
O filme, um grande sucesso de bilheteria no Chile, estreou no dia 27 de março de 2003 e seu lançamento no Brasil ocorreu em 19 de março de 2004.

## Enredo
O filme relata o romance de uma professora com o pai de um dos seus alunos, salpicado de muita comédia.

## Elenco
- Sigrid Alegría  ...  Luisa
- Álvaro Rudolphy  ...  Álvaro
- Patricio Contreras  ...  Jorge
- María Izquierdo  ...  Maca
- Boris Quercia  ...  Emilio
- Cecilia Amenábar  ...  Elena
- Francisco Pérez-Bannen  ...  Valentín
- Javiera Díaz de Valdés  ...  Susan
- Loreto Valenzuela  ...  Mónica
- Carolina Oliva  ...  Eli
- Catalina Guerra  ...  Angélica
- Evelyn Armijo  ...  Elisa
- Luis Gnecco  ...  Tomás
- Felipe Elgueta  ...  Matías
- Nathalie Soublette  ...  Julia